# ジア・リン
ジア・リン（林苑、Gia Lin、1982年3月7日-）は、中国重慶出身の香港歌手、女優。2003年デビュー。所属レコード会社はユニバーサルミュージック。

## 出演作品

### 映画
- 2003年：『大丈夫』
- 2004年：『ベルベット・レイン』、『海角情緣』
- 2006年：『大丈夫2』 - 阿玲 役
- 2006年：『野.良犬』 - 張老師 役
- 2008年：『無野之城』

### テレビドラマ
- 2004年：『大宋傳奇』
- 2004年：『愛與夢飛翔』

### 舞台
- 『雷雨』
- 『這裡的夜晚靜靜俏』

## 広告
- 重慶市聯通

## アルバム
- 2005年：『只要感動』EP